# Heteroconger digueti
Heteroconger digueti är en fiskart som först beskrevs av Pellegrin 1923.  Heteroconger digueti ingår i släktet Heteroconger och familjen havsålar. IUCN kategoriserar arten globalt som livskraftig. Inga underarter finns listade i Catalogue of Life.